# Rafford
Rafford är en by i Moray i Skottland. Byn är belägen 3 km 
från Forres. Orten har 264 invånare (2001).